# Rambla de Cataluña

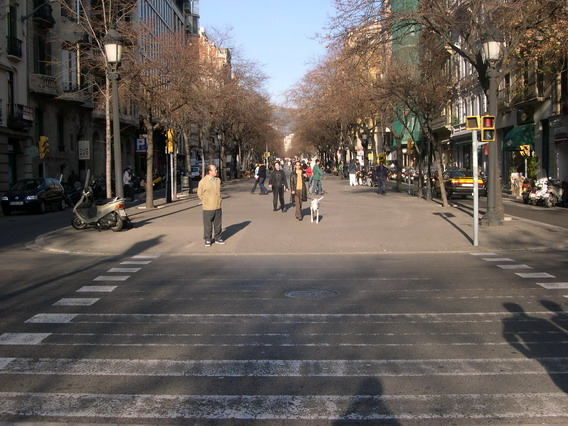
Rambla de Cataluña.

La rambla de Cataluña (en catalán Rambla de Catalunya) es una de las vías más céntricas de Barcelona (España), que discurre por la derecha del Ensanche en dirección mar-montaña entre el paseo de Gracia y la calle de Balmes.
Nace en la plaza de Cataluña y acaba en la avenida Diagonal. Es un paseo básicamente comercial donde abundan las tiendas de moda. En la actualidad hay dos salas de cine: el Club Coliseum y el Alexandra, que integra diversas salas y la pequeña sala Alexis. En el pasado en el número 3 se encontraba el desaparecido Teatro Barcelona, y otros cines han ido desapareciendo con el tiempo, como el Alcázar.
Es la continuación de las populares Ramblas hacia el Ensanche y exceptuando el primer tramo (plaza de Cataluña - Gran Vía), donde hay un aparcamiento subterráneo, el resto tiene un paseo central bordeado de tilos con una escultura en cada extremo, El toro sentado junto a la intersección con la Gran Vía y La jirafa coqueta junto a la Diagonal. Las dos esculturas son obras de Josep Granyer.
En el número 126, junto a la calle de Córcega, se encuentra la casa Serra, edificio modernista del arquitecto Josep Puig i Cadafalch, actual sede de la Diputación de Barcelona. En el n.º 115 se encuentra la iglesia de San Raimundo de Peñafort, con fachada neogótica de Joan Martorell.
En el año 1990 fueron ampliadas las aceras laterales y rehabilitado todo el paseo central.